# Noëlie Pierront
Noëlie Pierront, née à Paris (6e arrondissement) le 23 septembre 1899 - décédée à Paris le 25 septembre 1988, est une organiste, concertiste et pédagogue française.

## Biographie
Elle a débuté l’orgue avec Eugène Sergent, Abel Decaux, Louis Vierne et Vincent d’Indy à la Schola Cantorum de Paris.
Ensuite, élève de Gigout et Marcel Dupré au Conservatoire de musique et de déclamation à Paris, où elle a pour collègues Olivier Messiaen, Jehan Alain, André Fleury, Maurice Duruflé, Jean Langlais et Gaston Litaize entre autres, elle obtient son Premier Prix d’orgue en 1928. 

Elle a aussi travaillé l’orgue en privé avec André Marchal et la composition avec Guy de Lioncourt à la Schola Cantorum.
Organiste à l'église de Saint-Germain-des-Prés de 1926 à 1928.
Organiste titulaire à Saint-Pierre-du-Gros-Caillou à Paris de 1929 à 1970.
Elle a enseigné à la Schola Cantorum de 1925 à 1932.
Comme concertiste, elle a donné le dernier récital avant la Guerre sur l’orgue Willis au Alexandra Palace (Londres) le 20 août 1939.

Elle a inauguré le grand orgue Danion-Gonzalez de la cathédrale Saint-Étienne de Limoges le 13 décembre 1963.

## Dédicaces
Charles Tournemire lui a dédié le numéro 49. Dominica XXI post Pentecosten (29e Dimanche après la Pentecôte) de son Orgue Mystique op. 57.
Jehan Alain lui a dédié son Aria pour orgue (1938).

## Publications
Elle est l’auteur avec Jean Bonfils de :
- La collection Deo gloria : répertoire liturgique de l’organiste pour orgue sans pédale ou harmonium, en 10 volumes (1962-1968)

- Nouvelle Méthode d’orgue en 2 vol., Schola Cantorum (1962).

- Nouvelle Méthode de clavier en 4 vol., Schola Cantorum (1960-68).

On lui doit aussi de nombreuses transcriptions et éditions avec registrations de musique pour orgue aux Éditions musicales de la Schola Cantorum et de la Procure générale de Musique, coll. « Orgue et Liturgie », dont une édition du Livre d’orgue de De Grigny (Les Grandes heures de l’orgue) avec Norbert Dufourcq en 1953.

## Sources
In L’Orgue n° 225 (1993/I), Symétrie (Lyon) : 
- Raphaël Tambyeff, Noëlie Pierront (1899-1988)
- Pierre Denis, Les organistes français d’aujourd’hui : Noëlie Pierront
- Discographie de Noëlie Pierront
- Principales publications musicales de Noëlie Pierront
- Composition de l’Orgue de Saint-Pierre-du-Gros-Caillou.